# Nemes Irén
Nemes Irén (Józsa Gerőné, művészi névváltozata: Józsa Nemes Irén; Bede, 1918. október 11. – Marosvásárhely, 2003. október 30.) erdélyi magyar festő.

## Élete és munkássága
Marosvásárhelyen végezte a Református Leánygimnáziumot (1936), ugyanott Bordi András és Aurel Ciupe tanítványa a város Szabad Festőiskolájában (1936-42). Zilahon, Marosvásárhelyen, Kézdivásárhelyen önálló, Kolozsvárt, Bukarestben országos csoportos kiállításon mutatta be képeit, 1994-ben az Eötvös-napok alkalmából Budapesten a Magyar Nemzeti Galéria kiállításán vett részt. Képei ízes ábrázolásai az erdélyi Nyárád mentén húzódó tájaknak és az ott élő egyszerű magyar emberek életének, posztnagybányai stílusban.
Olajban megfestette Szabó Dezső (1976) és a kútjáról híres Bodor Péter (1979) portréját. Gyüsze, lelkem, kicsidem c. önéletrajzi visszaemlékezése kiadásra előkészítve.

## Emlékezete
2004. október 1-jén Marosvásárhelyen, a Bernády Házban Nemes Irén festőművész alkotásaiból nyílt emlékkiállítás.